# Liste der Nummer-eins-Hits in Australien (1994)
Diese Liste enthält alle Nummer-eins-Hits in Australien im Jahr 1994. Grundlage sind die Top 50 der australischen Charts der ARIA. Es gab in diesem Jahr 16 Nummer-eins-Singles und 17 Nummer-eins-Alben.

## Singles
| ← 1993 ← | Liste der Nummer-eins-Hits in Australien | Liste der Nummer-eins-Hits in Australien | Liste der Nummer-eins-Hits in Australien | 1995 →                    |
| \| Zeitraum \| Wo. ges. \| Interpret \| Titel Autor(en) \| Zusätzliche Informationen \| \| (Zeitraum, Wochen auf Platz eins, Interpret, Titel, Autor[en], zusätzliche Informationen) \| \| \| \| \| \| ----------------------------------------------------------------------------------------- \| -------- \| -------------------------------- \| -------------------------------------------------------------------------------------------------------------------------------------------------------------------------------------------------------------------------------------------------------------------------------------------------------------------------------------------------------------------------------------------------------------------------------------------------------------------------------------------------------- \| ------------------------- \| \| 27. November 1993 – 14. Januar 1994 7 Wochen \| 7 \| Bryan Adams \| Please Forgive Me Bryan Adams, Robert John Lange \| – \| \| 15. Januar 1994 – 21. Januar 1994 1 Woche \| 1 \| DJ Jazzy Jeff & the Fresh Prince \| Boom! Shake the Room! Willard C. Smith, Wayne Thomas Williams, Lee Ricky Haggard, Edward T. Riley, Keith D. Mayberry, Norman Bruce Napier, Walter Junie Morrison, Leroy Bonner, Marshall Eugene Jones, Ralph Middlebrooks, Andrew Noland, Marvin R. Pierce, Gregory Allen Webster, Menton Lewis Smith, Tyrone Gregory Fyffe, Markell Demont Riley, Aqil Davidson, Ray Hayden, Robert Stanley Easter, Dan Michael Gluckstein, Shamin Noronha, William Earl Collins, Gregory E. Jacobs, George Clinton Jr. \| – \| \| 22. Januar 1994 – 4. Februar 1994 2 Wochen \| 2 \| Bryan Adams, Rod Stewart & Sting \| All for Love Bryan Adams, Robert John Lange, Michael Arnold Kamen \| – \| \| 5. Februar 1994 – 4. März 1994 4 Wochen \| 4 \| Cut ’n’ Move \| Give It Up Harry Wayne Casey, Deborah J. Carter \| – \| \| 5. März 1994 – 22. April 1994 7 Wochen \| 7 \| East 17 \| It’s Alright Anthony Michael Mortimer \| – \| \| 23. April 1994 – 29. April 1994 1 Woche \| 1 \| Céline Dion \| The Power of Love Musik: Gunther Mende, Candy de Rouge; Text: Jennifer Rush, Mary Susan Applegate \| – \| \| 30. April 1994 – 27. Mai 1994 4 Wochen \| 4 \| Ace of Base \| The Sign Musik: Ulf Gunnar Ekberg, Malin Sofia Katarina Berggren, Jonas Petter Berggren, Jenny Cecilia Berggren; Text: Jonas Petter Berggren \| – \| \| 28. Mai 1994 – 10. Juni 1994 2 Wochen \| 2 \| Prince \| The Most Beautiful Girl in the World Prince \| – \| \| 11. Juni 1994 – 1. Juli 1994 3 Wochen \| 3 \| Crash Test Dummies \| Mmm Mmm Mmm Mmm Bradley Kenneth Roberts \| – \| \| 2. Juli 1994 – 12. August 1994 6 Wochen \| 6 \| Wet Wet Wet \| Love Is All Around Reg Presley \| – \| \| 13. August 1994 – 16. September 1994 5 Wochen \| 5 \| All-4-One \| I Swear Frank Joseph Myers, Gary B. Baker \| – \| \| 17. September 1994 – 14. Oktober 1994 4 Wochen \| 4 \| Kylie Minogue \| Confide in Me Stephen John Anderson, David Charles Seaman, Owain Anthony Barton \| – \| \| 15. Oktober 1994 – 28. Oktober 1994 2 Wochen \| 2 \| Boyz II Men \| I’ll Make Love to You Kenneth B. Edmonds \| – \| \| 29. Oktober 1994 – 9. Dezember 1994 6 Wochen \| 6 \| Silverchair \| Tomorrow Musik: Benjamin David Gillies, Daniel Paul Johns; Text: Daniel Paul Johns \| – \| \| 10. Dezember 1994 – 16. Dezember 1994 1 Woche \| 1 \| Sheryl Crow \| All I Wanna Do David Francis Baerwald, Wyn Cooper, Bill Bottrell, Sheryl Suzanne Crow, Kevin M. Gilbert \| – \| \| 17. Dezember 1994 – 3. Februar 1995 7 Wochen \| 7 \| The Cranberries \| Zombie Dolores Mary O’Riordan \| – \| |                                          |                                          | |                           |
| ← 1993 |                                          |                                          | | → 1995 →                  |
| Zeitraum | Wo. ges.                                 | Interpret                                | Titel Autor(en) | Zusätzliche Informationen |
| (Zeitraum, Wochen auf Platz eins, Interpret, Titel, Autor[en], zusätzliche Informationen) |                                          |                                          | |                           |
| 27. November 1993 – 14. Januar 1994 7 Wochen | 7                                        | Bryan Adams                              | Please Forgive Me Bryan Adams, Robert John Lange | –                         |
| 15. Januar 1994 – 21. Januar 1994 1 Woche | 1                                        | DJ Jazzy Jeff & the Fresh Prince         | Boom! Shake the Room! Willard C. Smith, Wayne Thomas Williams, Lee Ricky Haggard, Edward T. Riley, Keith D. Mayberry, Norman Bruce Napier, Walter Junie Morrison, Leroy Bonner, Marshall Eugene Jones, Ralph Middlebrooks, Andrew Noland, Marvin R. Pierce, Gregory Allen Webster, Menton Lewis Smith, Tyrone Gregory Fyffe, Markell Demont Riley, Aqil Davidson, Ray Hayden, Robert Stanley Easter, Dan Michael Gluckstein, Shamin Noronha, William Earl Collins, Gregory E. Jacobs, George Clinton Jr. | –                         |
| 22. Januar 1994 – 4. Februar 1994 2 Wochen | 2                                        | Bryan Adams, Rod Stewart & Sting         | All for Love Bryan Adams, Robert John Lange, Michael Arnold Kamen | –                         |
| 5. Februar 1994 – 4. März 1994 4 Wochen | 4                                        | Cut ’n’ Move                             | Give It Up Harry Wayne Casey, Deborah J. Carter | –                         |
| 5. März 1994 – 22. April 1994 7 Wochen | 7                                        | East 17                                  | It’s Alright Anthony Michael Mortimer | –                         |
| 23. April 1994 – 29. April 1994 1 Woche | 1                                        | Céline Dion                              | The Power of Love Musik: Gunther Mende, Candy de Rouge; Text: Jennifer Rush, Mary Susan Applegate | –                         |
| 30. April 1994 – 27. Mai 1994 4 Wochen | 4                                        | Ace of Base                              | The Sign Musik: Ulf Gunnar Ekberg, Malin Sofia Katarina Berggren, Jonas Petter Berggren, Jenny Cecilia Berggren; Text: Jonas Petter Berggren | –                         |
| 28. Mai 1994 – 10. Juni 1994 2 Wochen | 2                                        | Prince                                   | The Most Beautiful Girl in the World Prince | –                         |
| 11. Juni 1994 – 1. Juli 1994 3 Wochen | 3                                        | Crash Test Dummies                       | Mmm Mmm Mmm Mmm Bradley Kenneth Roberts | –                         |
| 2. Juli 1994 – 12. August 1994 6 Wochen | 6                                        | Wet Wet Wet                              | Love Is All Around Reg Presley | –                         |
| 13. August 1994 – 16. September 1994 5 Wochen | 5                                        | All-4-One                                | I Swear Frank Joseph Myers, Gary B. Baker | –                         |
| 17. September 1994 – 14. Oktober 1994 4 Wochen | 4                                        | Kylie Minogue                            | Confide in Me Stephen John Anderson, David Charles Seaman, Owain Anthony Barton | –                         |
| 15. Oktober 1994 – 28. Oktober 1994 2 Wochen | 2                                        | Boyz II Men                              | I’ll Make Love to You Kenneth B. Edmonds | –                         |
| 29. Oktober 1994 – 9. Dezember 1994 6 Wochen | 6                                        | Silverchair                              | Tomorrow Musik: Benjamin David Gillies, Daniel Paul Johns; Text: Daniel Paul Johns | –                         |
| 10. Dezember 1994 – 16. Dezember 1994 1 Woche | 1                                        | Sheryl Crow                              | All I Wanna Do David Francis Baerwald, Wyn Cooper, Bill Bottrell, Sheryl Suzanne Crow, Kevin M. Gilbert | –                         |
| 17. Dezember 1994 – 3. Februar 1995 7 Wochen | 7                                        | The Cranberries                          | Zombie Dolores Mary O’Riordan | –                         |

## Alben
| ← 1993 ← | Liste der Nummer-eins-Hits in Australien | Liste der Nummer-eins-Hits in Australien | Liste der Nummer-eins-Hits in Australien | 1995 →                    |
| \| Zeitraum \| Wo. ges. \| Interpret \| Titel \| Zusätzliche Informationen \| \| (Zeitraum, Wochen auf Platz eins, Interpret, Titel, zusätzliche Informationen) \| \| \| \| \| \| ------------------------------------------------------------------------------ \| -------- \| ------------------ \| -------------------------------- \| ------------------------- \| \| 12. Dezember 1993 – 5. März 1994 12 Wochen (insgesamt 14) \| 14 \| Bryan Adams \| So Far So Good \| – \| \| 6. März 1994 – 12. März 1994 1 Woche \| 1 \| Soundgarden \| Superunknown \| – \| \| 13. März 1994 – 26. März 1994 2 Wochen \| 2 \| Michael Bolton \| The One Thing \| – \| \| 27. März 1994 – 2. April 1994 1 Woche (insgesamt 17) \| 17 \| Mariah Carey \| Music Box \| – \| \| 3. April 1994 – 9. April 1994 1 Woche \| 1 \| Pantera \| Far Beyond Driven \| – \| \| 10. April 1994 – 16. April 1994 1 Woche (insgesamt 17) \| 17 \| Mariah Carey \| Music Box \| – \| \| 17. April 1994 – 7. Mai 1994 3 Wochen \| 3 \| Pink Floyd \| The Division Bell \| – \| \| 8. Mai 1994 – 25. Juni 1994 7 Wochen (insgesamt 17) \| 17 \| Mariah Carey \| Music Box \| – \| \| 26. Juni 1994 – 2. Juli 1994 1 Woche \| 1 \| The Rolling Stones \| Purple \| – \| \| 3. Juli 1994 – 30. Juli 1994 4 Wochen (insgesamt 17) \| 17 \| Mariah Carey \| Music Box \| – \| \| 31. Juli 1994 – 6. August 1994 1 Woche \| 1 \| The Rolling Stones \| Voodoo Lounge \| – \| \| 7. August 1994 – 3. September 1994 4 Wochen (insgesamt 17) \| 17 \| Mariah Carey \| Music Box \| – \| \| 4. September 1994 – 10. September 1994 1 Woche \| 1 \| Garth Brooks \| In Pieces \| – \| \| 11. September 1994 – 17. September 1994 1 Woche \| 1 \| The Three Tenors \| The Three Tenors in Concert 1994 \| – \| \| 18. September 1994 – 24. September 1994 1 Woche (insgesamt 17) \| 17 \| Mariah Carey \| Music Box \| – \| \| 25. September 1994 – 22. Oktober 1994 4 Wochen \| 4 \| (Soundtrack) \| Priscilla – Königin der Wüste \| – \| \| 23. Oktober 1994 – 5. November 1994 2 Wochen \| 2 \| Bon Jovi \| Cross Road – The Best Of \| – \| \| 6. November 1994 – 12. November 1994 1 Woche \| 1 \| Madonna \| Bedtime Stories \| – \| \| 13. November 1994 – 3. Dezember 1994 3 Wochen \| 3 \| Nirvana \| MTV Unplugged in New York \| – \| \| 4. Dezember 1994 – 17. Dezember 1994 2 Wochen (insgesamt 3) \| 3 \| (Soundtrack) \| Forrest Gump \| – \| \| 18. Dezember 1994 – 24. Dezember 1994 1 Woche \| 1 \| Pearl Jam \| Vitalogy \| – \| \| 25. Dezember 1994 – 21. Januar 1995 4 Wochen \| 4 \| The 12th Man \| Wired World of Sports II \| – \| |                                          |                                          |                                          |                           |
| ← 1993 |                                          |                                          |                                          | → 1995 →                  |
| Zeitraum | Wo. ges.                                 | Interpret                                | Titel                                    | Zusätzliche Informationen |
| (Zeitraum, Wochen auf Platz eins, Interpret, Titel, zusätzliche Informationen) |                                          |                                          |                                          |                           |
| 12. Dezember 1993 – 5. März 1994 12 Wochen (insgesamt 14) | 14                                       | Bryan Adams                              | So Far So Good                           | –                         |
| 6. März 1994 – 12. März 1994 1 Woche | 1                                        | Soundgarden                              | Superunknown                             | –                         |
| 13. März 1994 – 26. März 1994 2 Wochen | 2                                        | Michael Bolton                           | The One Thing                            | –                         |
| 27. März 1994 – 2. April 1994 1 Woche (insgesamt 17) | 17                                       | Mariah Carey                             | Music Box                                | –                         |
| 3. April 1994 – 9. April 1994 1 Woche | 1                                        | Pantera                                  | Far Beyond Driven                        | –                         |
| 10. April 1994 – 16. April 1994 1 Woche (insgesamt 17) | 17                                       | Mariah Carey                             | Music Box                                | –                         |
| 17. April 1994 – 7. Mai 1994 3 Wochen | 3                                        | Pink Floyd                               | The Division Bell                        | –                         |
| 8. Mai 1994 – 25. Juni 1994 7 Wochen (insgesamt 17) | 17                                       | Mariah Carey                             | Music Box                                | –                         |
| 26. Juni 1994 – 2. Juli 1994 1 Woche | 1                                        | The Rolling Stones                       | Purple                                   | –                         |
| 3. Juli 1994 – 30. Juli 1994 4 Wochen (insgesamt 17) | 17                                       | Mariah Carey                             | Music Box                                | –                         |
| 31. Juli 1994 – 6. August 1994 1 Woche | 1                                        | The Rolling Stones                       | Voodoo Lounge                            | –                         |
| 7. August 1994 – 3. September 1994 4 Wochen (insgesamt 17) | 17                                       | Mariah Carey                             | Music Box                                | –                         |
| 4. September 1994 – 10. September 1994 1 Woche | 1                                        | Garth Brooks                             | In Pieces                                | –                         |
| 11. September 1994 – 17. September 1994 1 Woche | 1                                        | The Three Tenors                         | The Three Tenors in Concert 1994         | –                         |
| 18. September 1994 – 24. September 1994 1 Woche (insgesamt 17) | 17                                       | Mariah Carey                             | Music Box                                | –                         |
| 25. September 1994 – 22. Oktober 1994 4 Wochen | 4                                        | (Soundtrack)                             | Priscilla – Königin der Wüste            | –                         |
| 23. Oktober 1994 – 5. November 1994 2 Wochen | 2                                        | Bon Jovi                                 | Cross Road – The Best Of                 | –                         |
| 6. November 1994 – 12. November 1994 1 Woche | 1                                        | Madonna                                  | Bedtime Stories                          | –                         |
| 13. November 1994 – 3. Dezember 1994 3 Wochen | 3                                        | Nirvana                                  | MTV Unplugged in New York                | –                         |
| 4. Dezember 1994 – 17. Dezember 1994 2 Wochen (insgesamt 3) | 3                                        | (Soundtrack)                             | Forrest Gump                             | –                         |
| 18. Dezember 1994 – 24. Dezember 1994 1 Woche | 1                                        | Pearl Jam                                | Vitalogy                                 | –                         |
| 25. Dezember 1994 – 21. Januar 1995 4 Wochen | 4                                        | The 12th Man                             | Wired World of Sports II                 | –                         |

## Jahreshitparaden
| ← 1993 ← | Liste der Nummer-eins-Hits in Australien | Liste der Nummer-eins-Hits in Australien   | Liste der Nummer-eins-Hits in Australien | 1995 →   |
| \| Singles \| Position# \| Alben \| \| -------------------------------------------------------------------------------------------------------------------------------------------------------- \| --------- \| ------------------------------------------ \| \| Love Is All Around Wet Wet Wet Reg Presley \| 1 \| Music Box Mariah Carey \| \| I Swear All-4-One Frank Joseph Myers, Gary B. Baker \| 2 \| So Far So Good Bryan Adams \| \| Always Bon Jovi Jon Bon Jovi \| 3 \| Cross Road – The Best Of Bon Jovi \| \| It’s Alright East 17 Anthony Michael Mortimer \| 4 \| Priscilla – Königin der Wüste (Soundtrack) \| \| The Sign Ace of Base Musik: Ulf Gunnar Ekberg, Malin Sofia Katarina Berggren, Jonas Petter Berggren, Jenny Cecilia Berggren; Text: Jonas Petter Berggren \| 5 \| The Very Best of the Eagles Eagles \| \| The Power of Love Céline Dion Musik: Gunther Mende, Candy de Rouge; Text: Jennifer Rush, Mary Susan Applegate \| 6 \| Lion King (Soundtrack) \| \| I’ll Make Love to You Boyz II Men Kenneth B. Edmonds \| 7 \| MTV Unplugged in New York Nirvana \| \| Please Forgive Me Bryan Adams Bryan Adams, Robert John Lange \| 8 \| Wired World of Sports II The 12th Man \| \| Tomorrow Silverchair Musik: Benjamin David Gillies, Daniel Paul Johns; Text: Daniel Paul Johns \| 9 \| ABBA Gold – Greatest Hits ABBA \| \| All for Love Bryan Adams, Rod Stewart & Sting Bryan Adams, Robert John Lange, Michael Arnold Kamen \| 10 \| Forrest Gump (Soundtrack) \| |                                          |                                            |                                          |          |
| ← 1993 |                                          |                                            |                                          | → 1995 → |
| Singles | Position#                                | Alben                                      |                                          |          |
| Love Is All Around Wet Wet Wet Reg Presley | 1                                        | Music Box Mariah Carey                     |                                          |          |
| I Swear All-4-One Frank Joseph Myers, Gary B. Baker | 2                                        | So Far So Good Bryan Adams                 |                                          |          |
| Always Bon Jovi Jon Bon Jovi | 3                                        | Cross Road – The Best Of Bon Jovi          |                                          |          |
| It’s Alright East 17 Anthony Michael Mortimer | 4                                        | Priscilla – Königin der Wüste (Soundtrack) |                                          |          |
| The Sign Ace of Base Musik: Ulf Gunnar Ekberg, Malin Sofia Katarina Berggren, Jonas Petter Berggren, Jenny Cecilia Berggren; Text: Jonas Petter Berggren | 5                                        | The Very Best of the Eagles Eagles         |                                          |          |
| The Power of Love Céline Dion Musik: Gunther Mende, Candy de Rouge; Text: Jennifer Rush, Mary Susan Applegate | 6                                        | Lion King (Soundtrack)                     |                                          |          |
| I’ll Make Love to You Boyz II Men Kenneth B. Edmonds | 7                                        | MTV Unplugged in New York Nirvana          |                                          |          |
| Please Forgive Me Bryan Adams Bryan Adams, Robert John Lange | 8                                        | Wired World of Sports II The 12th Man      |                                          |          |
| Tomorrow Silverchair Musik: Benjamin David Gillies, Daniel Paul Johns; Text: Daniel Paul Johns | 9                                        | ABBA Gold – Greatest Hits ABBA             |                                          |          |
| All for Love Bryan Adams, Rod Stewart & Sting Bryan Adams, Robert John Lange, Michael Arnold Kamen | 10                                       | Forrest Gump (Soundtrack)                  |                                          |          |